# Europastraße 80
Die Europastraße 80 (E 80) ist eine West-Ost-Verbindung der Klasse A. Sie erstreckt sich von Lissabon, Portugal bis Gürbulak, Türkei an der iranisch-türkischen, unweit auch der armenischen Grenze. Die Straße verbindet elf Länder und erstreckt sich dabei über drei Zeitzonen (WEZ in Portugal, MEZ im zentralen Teil, OEZ in Bulgarien und der Türkei). Mit ca. 5700 km ist sie eine der längsten Europastraßen.

## Verlauf

### Portugal
- A1/IP1: Lissabon (E1/E90) – Coimbra (E801) Aveiro
- IP5: Aveiro – Viseu (E801) – Guarda (E802/E806)
- A25/IP5: Guarda – Vilar Formoso

### Spanien
- Fuentes de Oñoro – Ciudad Rodrigo
- A-62: Ciudad Rodrigo – Salamanca (E803) – Tordesillas (E82)
- A-6/A-62: Tordesillas
- A-62: Tordesillas – Valladolid – Buniel
- A-62/BU-30: Buniel – Burgos (E05)
- E5/N-1: Burgos – Miranda de Ebro (E804) – San Sebastián (E70) – Irun

### Frankreich
- A63/E5/E70: Hendaye – Biarritz (E5/E70) – Saint-Pierre-d’Irube (E5/E70)
- A64: St Pierre d'Irube – Pau (E7) – Toulouse (E9/E72)
- A61: Toulouse – Narbonne (E15)
- A9/E15: Narbonne – Montpellier – Nîmes (E15) – Arles
- N113: Arles – Saint-Martin-de-Crau
- A54: St Martin de Crau – Salon-de-Provence
- A7/E714: Salon de Provence – Coudoux
- A8: Coudoux – Aix-en-Provence – Cannes – Nice (E74) – Menton

### Italien
- A10: französische Grenze – Ventimiglia – Savona (E717) – Voltri (E25)
- A10/E25: Voltri – Genua
- A12: Genua – La Spezia (E33) – Migliarino (E76) – Pisa – Livorno
- SS1: Livorno – Grosseto (E78) – Civitavecchia (E840)
- A12: Civitavecchia – Ponte Galeria
- Ponte Galeria – Rom (E35/E45/E821)
- A24: Rom – Teramo
- A25: Teramo – Pescara (E55) (Fähre nach Kroatien)

### Kroatien
- 8/E65: Dubrovnik (E65) – Plocica

### Montenegro
- 2/E65: Herceg Novi – Petrovac na moru (E851) – Podgorica
- Bijelo Polje (E763) – Berane

### Kosovo
- 2/E65: Mitrovica–Pristina (E851)
- 17/25: Pristina–Podujeva

### Serbien
- 35: Rača – Prokuplje
- A1: Prokuplje – Niš (E75)
- A4: Niš – Dimitrovgrad

### Bulgarien
- A6: Kalotina – Dragoman – Sofia (E79/E871)
- A1: Sofia – Tschirpan
- A4: Tschirpan – Kapitan Andreevo

### Türkei
- O-3: Kapıkule – Edirne – Havsa (E87)
- O-3/E87: Havsa – Babaeski (E87)
- O-3: Babaeski – Silivri (E84) – İstanbul
- O-2/D010: İstanbul Fatih-Sultan-Mehmet-Brücke
- O-4/AH1: İstanbul – İzmit (E881) – Adapazari – Gerede
- D100/D755/AH1: Gerede – İsmetpaşa
- D100/AH1: İsmetpaşa – Ilgaz – Kargı
- D100/D785/AH1: Kargi – Osmancık
- D100/AH1: Osmancik – Merzifon (E95) – Amasya
- D100/05-02/AH1: Amasya – Taşova
- D100/AH1: Taşova – Refahiye (E88) – Erzincan
- D100/D885/AH1: Erzincan – Tanyeri
- D100/AH1: Tanyeri – Aşkale (E97) – Erzurum
- D100/D955/AH1: Erzurum – Köprüköy
- D100/D957/AH1: Köprüköy – Horasan (E691)
- D100/AH1: Horasan – Ağrı – Doğubeyazıt (E99) – Gürbulak (Türkisch-iranischer Grenzübergang)

## Asian Highway 1
Die E80 folgt dem  Asian Highway 1 (AH1) durch die Türkei und überquert den Bosporus die Meerenge zwischen Europa und Asien über die Fatih-Sultan-Mehmet-Brücke.

## Bilder

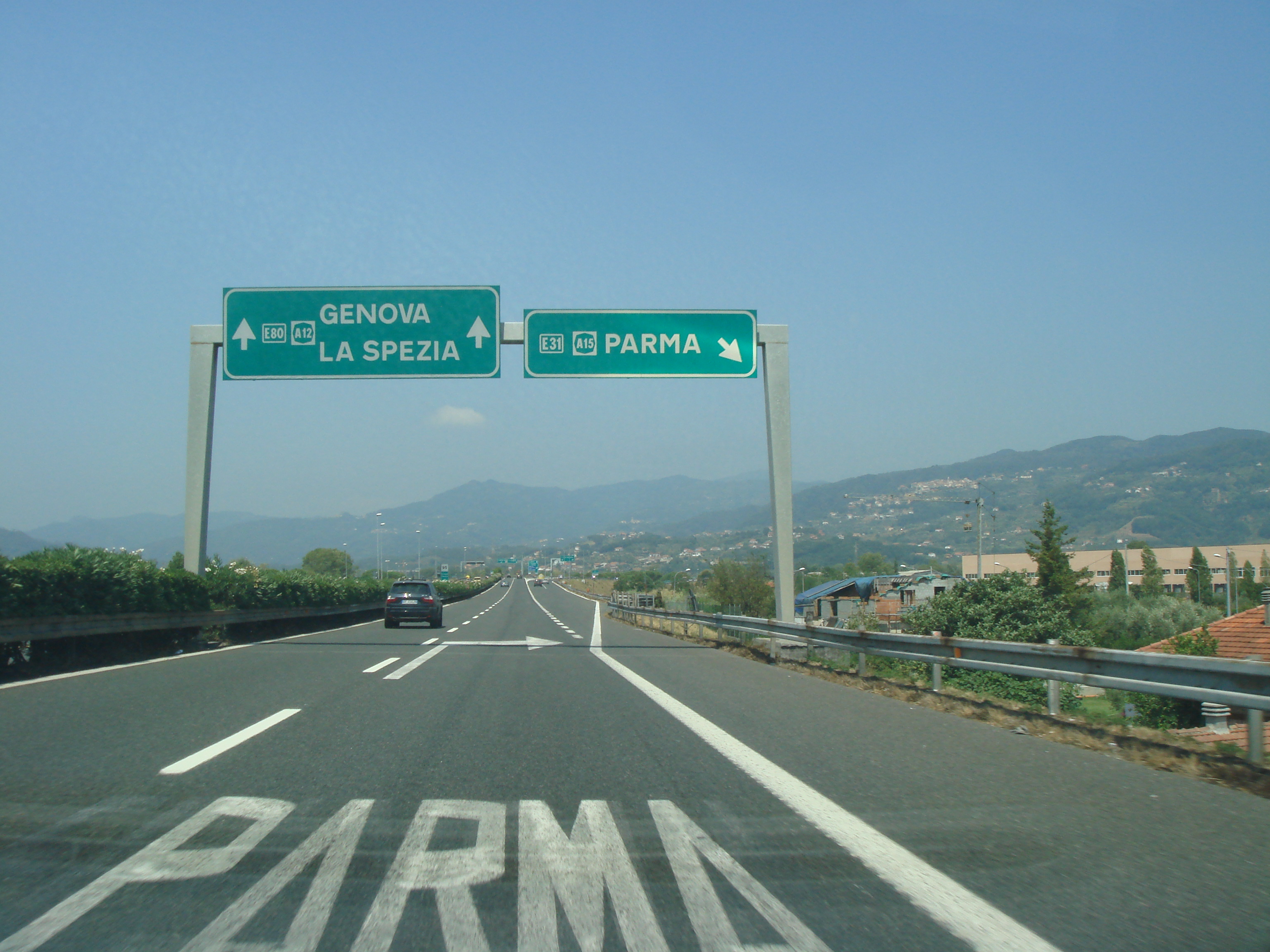
E 80 bei La Spezia, Italien
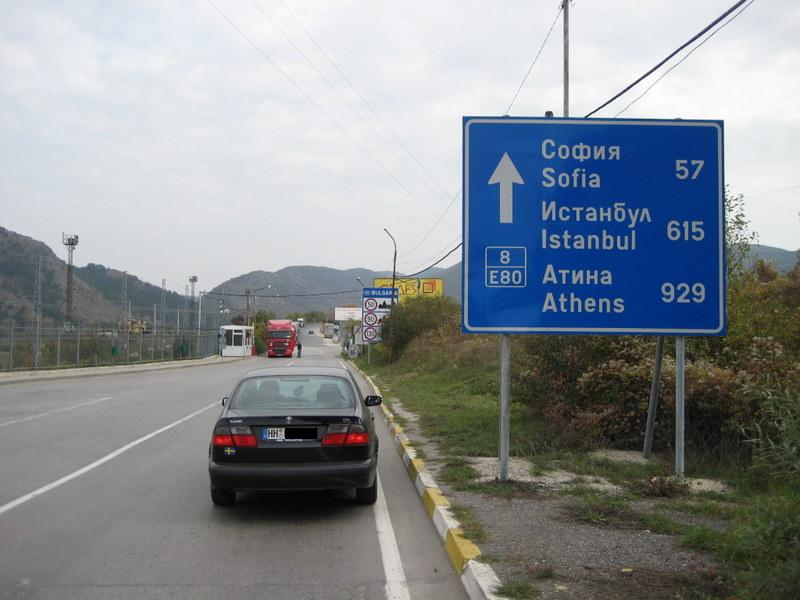
E 80 bei Dragoman, Bulgarien (Grenzübergang nach Serbien)
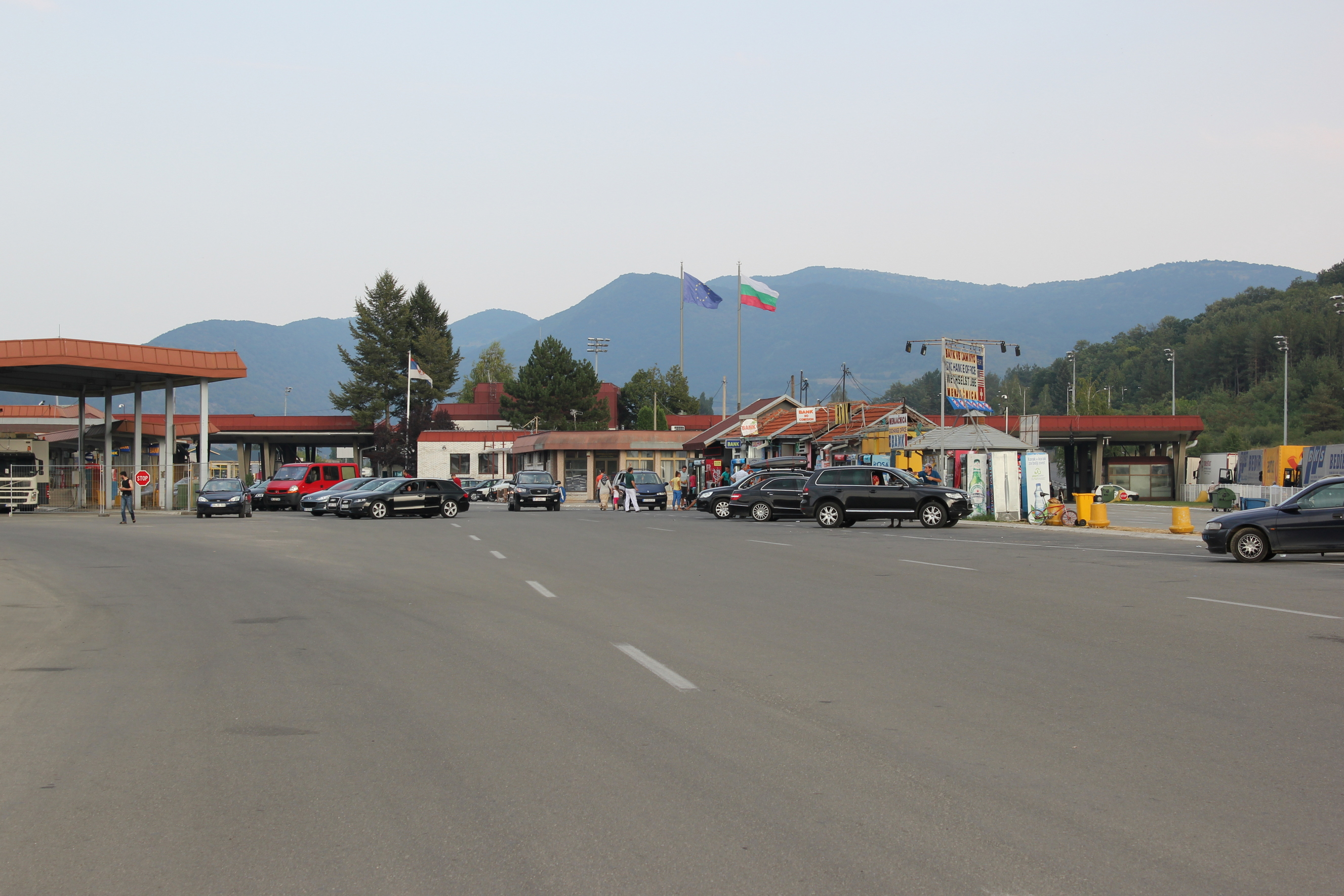
Bulgarische Grenze zwischen Dimitrovgrad und Dragoman
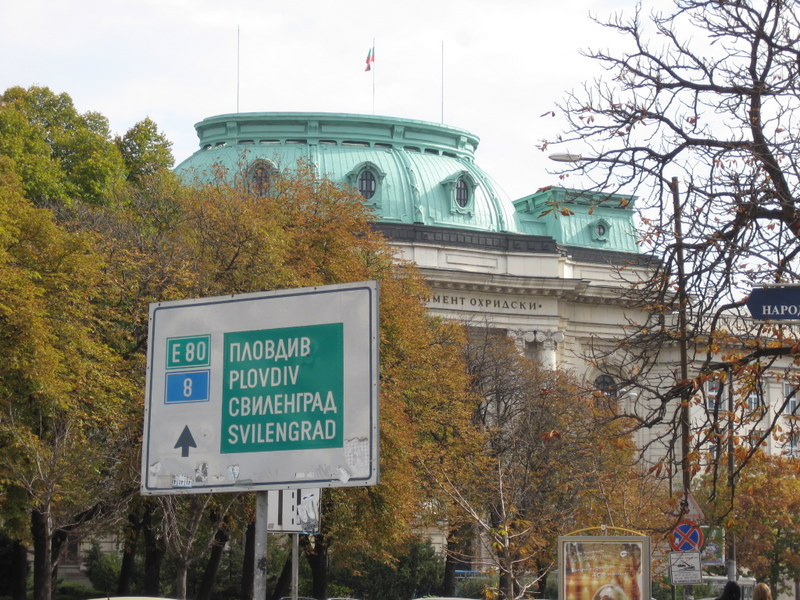
Zweisprachiges Schild zur E 80 in Sofia, Bulgarien
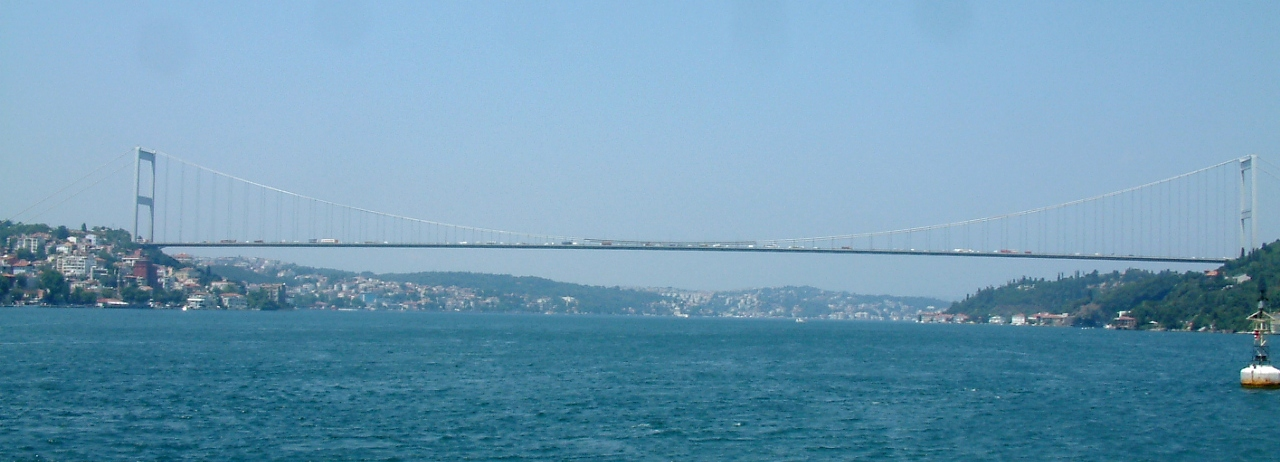
Fatih-Sultan-Mehmet-Brücke
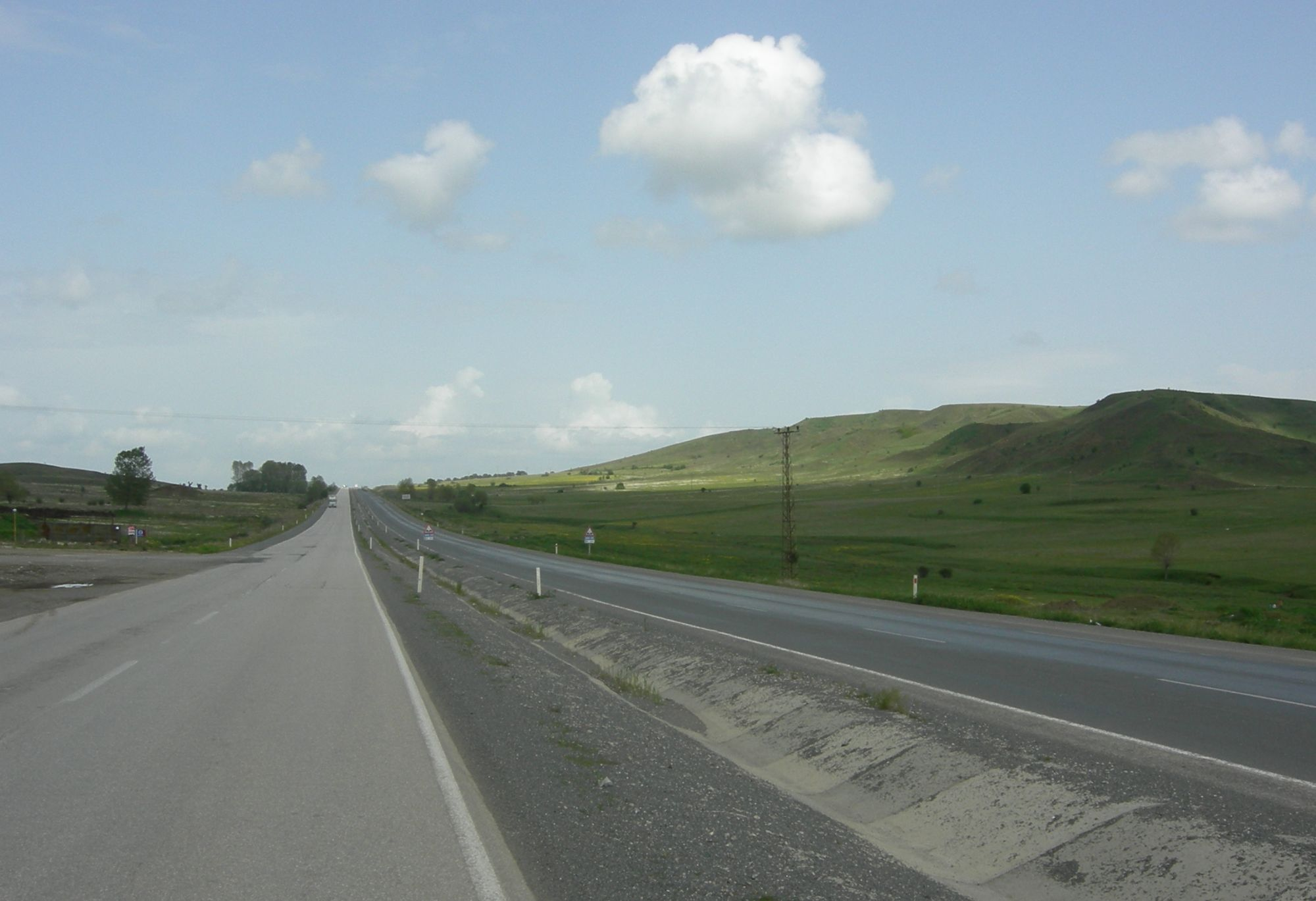
E 80 östlich von Gerede, Türkei